# Saison 2006 de l'équipe cycliste Euskaltel-Euskadi
L'équipe cycliste Euskaltel-Euskadi participe en 2006 au ProTour.

## Effectif

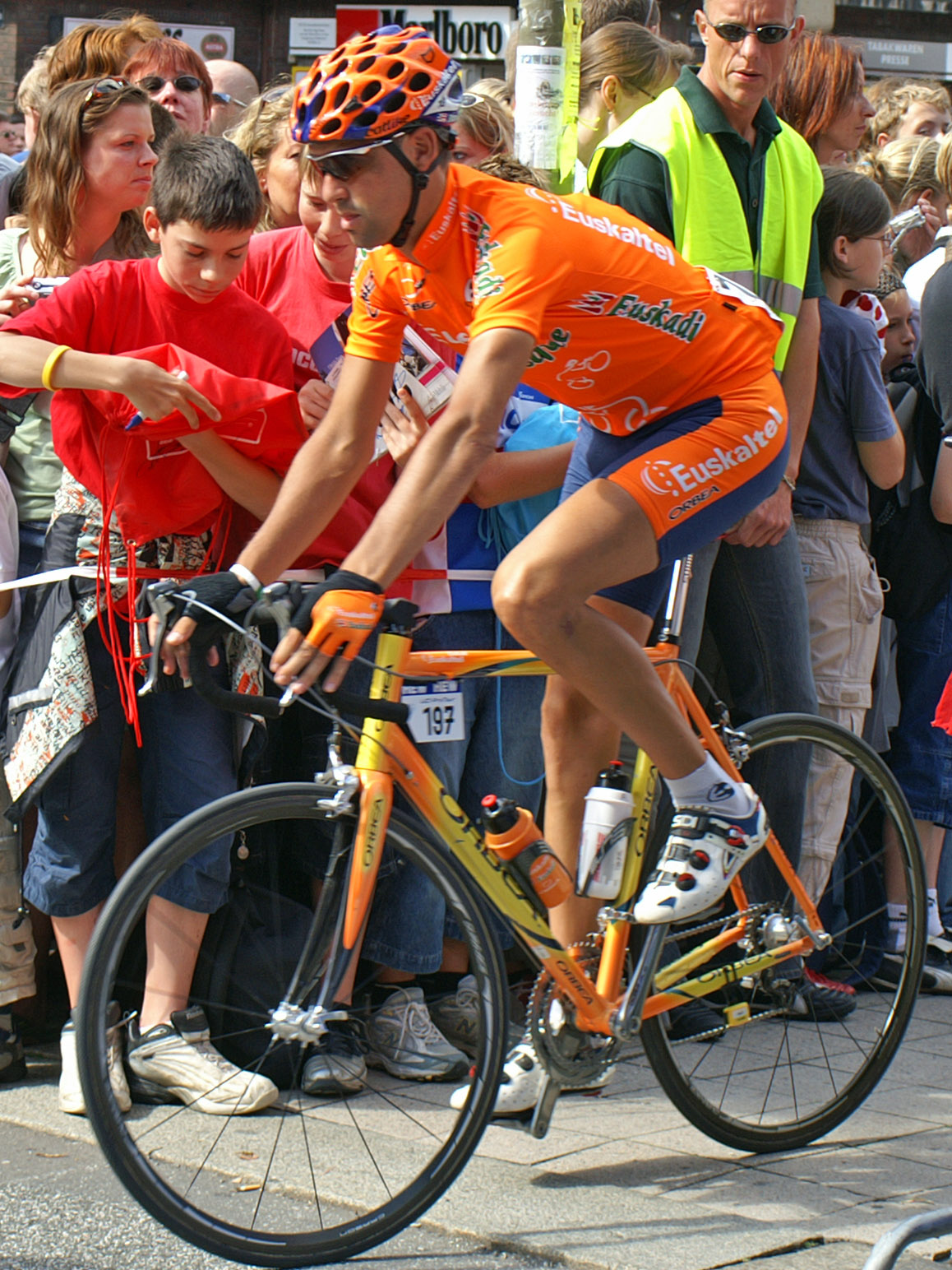
Aketza Pena Iza au départ de la HEW Cyclassics de Hambourg en 2005

| Cycliste           | Date de naissance | Nationalité | Équipe 2005       |
| ------------------ | ----------------- | ----------- | ----------------- |
| Joseba Albizu      | 06-07-1978        | Espagne     |                   |
| Igor Antón         | 02-03-1983        | Espagne     | Orbea             |
| Andoni Aranaga     | 01-01-1979        | Espagne     | Kaiku             |
| Iker Camaño        | 14-03-1979        | Espagne     |                   |
| Unai Etxebarria    | 21-11-1972        | Venezuela   |                   |
| Koldo Fernández    | 13-09-1981        | Espagne     |                   |
| Iker Flores        | 28-07-1976        | Espagne     |                   |
| Aitor González     | 27-02-1975        | Espagne     |                   |
| Gorka González     | 28-09-1977        | Espagne     |                   |
| Aitor Hernández    | 24-01-1982        | Espagne     | LPR               |
| David Herrero      | 18-10-1979        | Espagne     |                   |
| Iban Iriondo       | 01-05-1984        | Espagne     | néo-pro           |
| Markel Irizar      | 05-02-1980        | Espagne     |                   |
| Iñaki Isasi        | 20-04-1977        | Espagne     |                   |
| Roberto Laiseka    | 17-06-1969        | Espagne     |                   |
| Íñigo Landaluze    | 09-05-1977        | Espagne     |                   |
| David López García | 13-05-1981        | Espagne     |                   |
| Antton Luengo      | 17-01-1981        | Espagne     |                   |
| Iban Mayo          | 19-08-1977        | Espagne     |                   |
| Iban Mayoz         | 30-09-1981        | Espagne     | Relax-Fuenlabrada |
| Aketza Peña        | 04-03-1981        | Espagne     |                   |
| Rubén Pérez        | 30-10-1981        | Espagne     | Orbea             |
| Samuel Sánchez     | 05-02-1978        | Espagne     |                   |
| Unai Uribarri      | 28-02-1984        | Espagne     | néo-pro           |
| Gorka Verdugo      | 04-11-1978        | Espagne     |                   |
| Haimar Zubeldia    | 01-04-1977        | Espagne     |                   |
| Joseba Zubeldia    | 19-03-1979        | Espagne     |                   |

## Victoires
| Date       | Course                                   | Pays    | Classe | Vainqueur      |
| ---------- | ---------------------------------------- | ------- | ------ | -------------- |
| 04/04/2006 | 2e étape du Tour du Pays basque          | Espagne | PT     | Samuel Sánchez |
| 05/04/2006 | 3e étape du Tour du Pays basque          | Espagne | PT     | Samuel Sánchez |
| 04/06/2006 | 5e étape de la Bicyclette basque         | Espagne | 2.HC   | David Herrero  |
| 09/06/2006 | 6e étape du Critérium du Dauphiné libéré | France  | PT     | Iban Mayo      |
| 18/06/2006 | Classement général du Tour des Asturies  | Espagne | 2.1    | Samuel Sánchez |
| 19/08/2006 | 4e étape du Tour de Burgos               | Espagne | 2.HC   | Iban Mayo      |
| 10/08/2006 | Classement général du Tour de Burgos     | Espagne | 2.HC   | Iban Mayo      |
| 13/08/2006 | Subida a Urkiola                         | Espagne | 1.1    | Iban Mayo      |
| 08/09/2006 | 13e étape du Tour d'Espagne              | Espagne | PT     | Samuel Sánchez |
| 12/09/2006 | 16e étape du Tour d'Espagne              | Espagne | PT     | Igor Antón     |
| 01/10/2006 | Grand Prix de Zurich                     | Suisse  | PT     | Samuel Sánchez |

## Classements UCI ProTour

### Individuel
| Rang | Coureur         | Points |
| ---- | --------------- | ------ |
| 2    | Samuel Sánchez  | 213    |
| 84   | Haimar Zubeldia | 30     |
| 106  | Igor Antón      | 15     |
| 139  | Íñigo Landaluze | 7      |
| 156  | Iban Mayo       | 5      |
| 167  | David Herrero   | 4      |
| 175  | Iñaki Isasi     | 3      |
| 204  | Koldo Fernández | 1      |

### Équipe
L'équipe Euskaltel-Euskadi a terminé à la 17e place avec 208 points.